# Ronde van Trentino 2012
De Ronde van Trentino 2012 werd verreden van 17 tot en met 20 april in Italië. Het was de 36e editie van deze etappekoers die traditioneel als voorbereiding op de Ronde van Italië wordt verreden.
De Ronde van Trentino bestond dit jaar uit een ploegentijdrit en drie zware ritten door het hooggebergte. De kleine Italiaanse klimmer Domenico Pozzovivo werd de winnaar van het eindklassement na in de derde etappe gewonnen te hebben en de paarse leiderstrui veroverd te hebben. Pozzovivo won eveneens de groene trui van het bergklassement. De Colombiaan Carlos Alberto Betancourt won de witte trui van het jongerenklassement. Androni Giocattoli-Venezuela won het ploegenklassement en Marco Frapporti won het klassement van de tussensprints.

## Deelnemende ploegen
| ProTeam                                                                         | Professioneel continentaal | Continentaal |
| ------------------------------------------------------------------------------- | --- | ------------ |
| AG2R-La Mondiale Astana Pro Team BMC Racing Team Lampre-ISD Liquigas-Cannondale | Androni Giocattoli Team NetApp Acqua & Sapone Colnago-CSF Bardiani Coldeportes-Colombia Champion System Pro Cycling Europcar Spidertech Powered by C10 Unitedhealthcare Pro Cycling Utensilnord-Named | Team Idea    |

## Etappe-overzicht
| Etappe | Datum    | Start                   | Finish            | Afstand  | Type           | Winnaar            | Ploeg                |
| ------ | -------- | ----------------------- | ----------------- | -------- | -------------- | ------------------ | -------------------- |
| 1e     | 17 april | Riva del Garda          | Arco              | 14,3 km  | Ploegentijdrit | BMC Racing Team    | BMC Racing Team      |
| 2e     | 18 april | Mori                    | Sant'Orsola Terme | 152,0 km | Bergrit        | Damiano Cunego     | Lampre-ISD           |
| 3e     | 19 april | Pergine Valsugana       | Brenzone          | 167,8 km | Bergrit        | Domenico Pozzovivo | Colnago-CSF Inox     |
| 4e     | 20 april | Castelletto di Brenzone | Pordoipas         | 177,5 km | Bergrit        | Darwin Atapuma     | Coldeportes-Colombia |

## Etappe-uitslagen

### 1e etappe
| Riva del Garda – Arco (ploegentijdrit over 14,3 km) |                              |        |
| Plaats                                              | Ploeg                        | Tijd   |
|                                                     | BMC Racing Team              | 15'50" |
| 2                                                   | Astana Pro Team              | +10"   |
| 3                                                   | Colnago-CSF Inox             | +13"   |
| 4                                                   | Androni Giocattoli-Venezuela | +15"   |
| 5                                                   | Acqua & Sapone               | +16"   |
| 6                                                   | Liquigas-Cannondale          | +19"   |
| 7                                                   | Team NetApp                  | +23"   |
| 8                                                   | Lampre-ISD                   | +24"   |
| 9                                                   | Utensilnord-Named            | +38"   |
| 10                                                  | Team SpiderTech-C10          | +44"   |

### 2e etappe
| Mori – Sant'Orsola Terme (152 km) |                    |                     |          |
| Plaats                            | Naam               | Ploeg               | Tijd     |
| Winnaar                           | Damiano Cunego     | Lampre-ISD          | 3u59'30" |
| 2                                 | Carlos Betancur    | Acqua & Sapone      | z.t.     |
| 3                                 | Roman Kreuziger    | Astana Pro Team     | z.t.     |
| 4                                 | Eros Capecchi      | Liquigas-Cannondale | +3"      |
| 5                                 | Francesco Reda     | Acqua & Sapone      | z.t.     |
| 6                                 | Hubert Dupont      | AG2R-La Mondiale    | z.t.     |
| 7                                 | Mathias Frank      | BMC Racing Team     | z.t.     |
| 8                                 | Marc de Maar       | Unitedhealthcare    | +9"      |
| 9                                 | Alessandro Bisolti | Team Idea           | z.t.     |
| 10                                | Bartosz Huzarski   | Team NetApp         | z.t.     |

### 3e etappe
| Pergine Valsugana – Brenzone (167,8 km) |                    |                       |          |
| Plaats                                  | Naam               | Ploeg                 | Tijd     |
| Winnaar                                 | Domenico Pozzovivo | Colnago-CSF Inox      | 4u04'26" |
| 2                                       | Sylwester Szmyd    | Liquigas-Cannondale   | +23"     |
| 3                                       | Damiano Cunego     | Lampre-ISD            | +1'12"   |
| 4                                       | José Rujano        | Androni Giocattoli-V. | +1'20"   |
| 5                                       | Roman Kreuziger    | Astana Pro Team       | +1'46"   |
| 6                                       | Hubert Dupont      | AG2R-La Mondiale      | +2'07"   |
| 7                                       | Bartosz Huzarski   | Team NetApp           | +2'12"   |
| 8                                       | José Serpa         | Androni Giocattoli-V. | z.t.     |
| 9                                       | Janez Brajkovič    | Astana Pro Team       | z.t.     |
| 10                                      | Carlos Betancur    | Acqua & Sapone        | +2'34"   |

### 4e etappe
| Castelletto di Brenzone – Pordoipas (177,5 km) |                      |                       |          |
| Plaats                                         | Naam                 | Ploeg                 | Tijd     |
| Winnaar                                        | Darwin Atapuma       | Coldeportes-Colombia  | 4u37'03" |
| 2                                              | Carlos Betancur      | Acqua & Sapone        | +0'03"   |
| 3                                              | Domenico Pozzovivo   | Colnago-CSF Inox      | +0'06"   |
| 4                                              | Sylwester Szmyd      | Liquigas-Cannondale   | +17"     |
| 5                                              | Damiano Cunego       | Lampre-ISD            | z.t.     |
| 6                                              | José Rujano          | Androni Giocattoli-V. | +21"     |
| 7                                              | Hubert Dupont        | AG2R-La Mondiale      | +30"     |
| 8                                              | Kevin Seeldraeyers   | Astana Pro Team       | +1'06"   |
| 9                                              | Miguel Ángel Rubiano | Androni Giocattoli-V. | +1'20"   |
| 10                                             | Pierre Rolland       | Europcar              | +1'27"   |

## Eindklassement

### Algemeen klassement
| Plaats      | Naam               | Ploeg                 | Tijd      |
| ----------- | ------------------ | --------------------- | --------- |
| Paarse trui | Domenico Pozzovivo | Colnago-CSF Inox      | 12u57'47" |
| 2           | Damiano Cunego     | Lampre-ISD            | + 40"     |
| 3           | Sylwester Szmyd    | Liquigas-Cannondale   | + 1' 04"  |
| 4           | Carlos Betancur    | Acqua & Sapone        | + 1' 42"  |
| 5           | José Rujano        | Androni Giocattoli-V. | + 2' 07"  |
| 6           | Roman Kreuziger    | Astana Pro Team       | + 2' 33"  |
| 7           | Hubert Dupont      | AG2R-La Mondiale      | + 2' 34"  |
| 8           | Darwin Atapuma     | Coldeportes-Colombia  | + 3' 55"  |
| 9           | Marco Pinotti      | BMC Racing Team       | + 4' 01"  |
| 10          | Mathias Frank      | BMC Racing Team       | + 4' 05"  |

### Bergklassement
| Plaats    | Naam               | Ploeg               | Punten |
| --------- | ------------------ | ------------------- | ------ |
| Rode trui | Domenico Pozzovivo | Colnago-CSF Inox    | 14     |
| 2         | Marco Frapporti    | Team Idea           | 10     |
| 3         | Sylwester Szmyd    | Liquigas-Cannondale | 8      |

### Sprintklassement
| Plaats           | Naam             | Ploeg               | Punten |
| ---------------- | ---------------- | ------------------- | ------ |
| Lichtblauwe trui | Marco Frapporti  | Team Idea           | 8      |
| 2                | Brian Vandborg   | Team SpiderTech-C10 | 6      |
| 3                | Reto Hollenstein | Team NetApp         | 4      |

### Jongerenklassement
| Plaats     | Naam            | Ploeg                | Tijd      |
| ---------- | --------------- | -------------------- | --------- |
| Witte trui | Carlos Betancur | Acqua & Sapone       | 12u59'29" |
| 2          | Darwin Atapuma  | Coldeportes-Colombia | + 2' 13"  |
| 3          | Chris Butler    | Champion System      | + 14' 37" |